# سلطان خان (قيصري)
سُلطان خان هو خان تاريخي في تركيا، يقع 47 كم شمال شرق قيصري على الطريق إلى سيواس، يعود إلى حقبة السلاجقة.في منطقة تعرف أيضا باسم توزيسار. تم بناؤه بين عامي 1232 و 1237 م من قبل السلطان علاء الدين كيقباد الأول.

## الوصف
تغطي القوافل مساحة 3900 متر مربع، مما يجعلها ثاني أكبر خان في تركيا في العصور الوسطى بعد سلطان خان (آق سراي) مثل القوافل السلجوقية الأخرى، كانت بمثابة محطة للمسافرين والتجار على طول طرق التجارة الرئيسية في المنطقة، حيث توفر السكن والخدمات الأساسية الأخرى.
تشترك في تصميم مماثل لسلطان خان الآخر. شكله الخارجي مُحصن والمدخل يتميز ببوابة ضخمة بزخارف غنية بالحجر تشمل قبة مُقببة من المقرنصات. يؤدي هذا المدخل إلى صحن داخلي كبير محاط بأقواس، وفي وسطه غرفة حجرية صغيرة مربعة الشكل مرتفعة على أربعة أعمدة كانت بمثابة مسجد صغير. مقابل المدخل، في الطرف الآخر من الفناء، يوجد مدخل آخر يؤدي إلى «قاعة الشتاء»: صحن رئيسي مقبب ذو قبة مركزية (تتميز بسقف مخروطي الشكل من الخارج)، تنفتح منه حجرات مقببة أخرى. كلا الجانبين. يحتوي المبنى أيضًا على نماذج بارزة من الزخارف الحيوانية المنحوتة بالحجر السلجوقي، بما في ذلك أنابيب الصرف التي تشبه رؤوس الأسود وزخارف التنين السربنتين على طول الأقواس السفلية للمسجد المرتفع في الفناء.

## روابط خارجية
- قيصري سلطان حان (يتضمن الوصف والعديد من الصور ومخطط الكلمة)